# Danilo Hondo
Danilo Hondo (Guben (DDR), 4 januari 1974) is een Duits voormalig wielrenner.

## Biografie
Als amateur was hij vooral als baanrenner actief. Na een mislukt optreden op de Olympische Spelen van Atlanta (uitgeschakeld in de voorronde) maakte hij de overstap naar de professionals in 1997 en maakte op de weg vooral faam als sprinter. Zijn hoogste plaats op de UCI-ranglijst was 12e tijdens het seizoen 2004.
In de Ronde van Murcia in 2005 werd hij echter betrapt op het gebruik van doping (het verboden middel carfedon) en door zijn team, Gerolsteiner, met onmiddellijke ingang ontslagen. Hij kreeg aanvankelijk van de Zwitserse wielerbond - Hondo reed met een Zwitserse licentie - een schorsing van één jaar, hoewel het UCI-reglement twee jaar schorsing voorschrijft. De reden was, dat er aanwijzingen waren dat Hondo het verboden middel niet met opzet had genomen (de hoeveelheid die gedetecteerd was, was zodanig klein dat het goed mogelijk was dat het als verontreiniging in een of andere voeding of drank had gezeten, of zelfs dat het in het lichaam van Hondo zelf was gevormd).
De UCI en het antidopingagentschap WADA gingen tegen deze uitspraak echter in beroep en in januari 2006 werd de straf door het internationaal sporttribunaal CAS in Lausanne verdubbeld, zodat Hondo tot 1 april 2007 geschorst werd. Tegen deze uitspraak ging Hondo, die zijn onschuld bleef volhouden, dan weer op zijn beurt in beroep. Een Zwitserse rechtbank schortte de uitspraak van het CAS op, waardoor Hondo op 1 april 2006 weer in competitie mocht uitkomen. Maar ook daarmee was het nog niet gedaan. Uiteindelijk werd besloten dat Hondo tot 31 maart 2006 niet meer in actie mocht komen.
Zijn eerste wedstrijd na zijn schorsing was, op 19 april 2006, de eerste rit van de Ronde van Nedersaksen, waarin hij de tweede plaats behaalde achter Alessandro Petacchi. Hij startte hierin voor de kleine wielerploeg Team Lamonta.
Maar de zaak was nog steeds niet afgelopen. Tussen alle uitspraken door ging Hondo naar Tinkoff Credit Systems, een Russisch-Italiaanse professionele continentale wielerploeg, waar hij in de ploeg kwam bij onder anderen Jevgeni Petrov, Tyler Hamilton en Jörg Jaksche. Maar de gerechtshof bleef onverbiddelijk. Hondo werd geschorst tot 24 januari 2008.
Met Serramenti PVC Diquigiovanni - Androni Giocattoli als nieuwe werkgever had Hondo in 2008 dan eindelijk de zekerheid dat zijn zaak definitief voorbij was. Snel bleek de Duitse sprinter weer de oude te zijn, want al in februari schreef hij de vierde rit in de Ronde van Langkawi op zijn naam.
In 2010 kwam hij terug in de ProTour dankzij Lampre, waar hij vooral zal werken voor Alessandro Petacchi. Op 4 april 2010 werd hij negende in de Ronde van Vlaanderen. In 2014 zette hij een punt achter zijn rennersloopbaan.
In 2019 bekende Hondo het gebruik van bloeddoping tijdens zijn carrière als wielrenner (Operatie Aderlass). Hij werd per direct ontslagen als bondscoach van de Zwitserse wielerploeg.

## Belangrijkste overwinningen
1998
- 2e etappe Vredeskoers
- 5e, 8e, 9e, 11e en 12e etappe Ronde van Saksen
- 2e etappe Ronde van Polen

1999
- 1e, 4e en 5e etappe Vredeskoers

2000
- 3e en 5e etappe Vredeskoers

2001
- 1e etappe Driedaagse van De Panne-Koksijde
- 2e en 3e etappe Ronde van Italië
- 5e etappe Ronde van Nederland

2002
- 2e etappe Ronde van Catalonië
- 3e etappe Ronde van Hessen
- Duits kampioen op de weg, Elite

2003
- 1e en 2e etappe Vredeskoers

2004
- 1e etappe Driedaagse van De Panne-Koksijde
- 5e etappe Vierdaagse van Duinkerke
- GP Buchholz
- 1e, 2e, 4e en 5e etappe Ronde van Nedersaksen
- 5e etappe Ronde van Catalonië
- Rund um die Sparkasse
- 1e etappe Tour du Poitou-Charentes et de la Vienne
- GP Beghelli

2005
- 2 etappes in de Ronde van Murcia

2006
- 2e en 3e etappe Vredeskoers
- Neuseen Classics–Rund um die Braunkohle
- 2e etappe Ronde van Saksen
- 1e etappe Regio Tour
- Neuseen Classics-Rund um die Braunkohle
- Omloop van de Vlaamse Scheldeboorden

2008
- 4e etappe Ronde van Langkawi

2009
- 7e etappe Ronde van Portugal

2010
- 4e etappe Ronde van Sardinië
- Zesdaagse van Zürich (met Robert Bartko)

## Resultaten in voornaamste wedstrijden
| Jaar | Ronde van Italië | Ronde van Frankrijk | Ronde van Spanje |
| ---- | ---------------- | ------------------- | ---------------- |
| 1998 |                  |                     |                  |
| 1999 |                  |                     | 90e              |
| 2000 |                  |                     | opgave           |
| 2001 | 91e (2)          |                     | 93e              |
| 2002 | opgave           | 104e                |                  |
| 2003 |                  |                     |                  |
| 2004 |                  | 106e                |                  |
| 2005 |                  |                     |                  |
| 2006 |                  |                     |                  |
| 2008 | 104e             |                     |                  |
| 2009 |                  |                     |                  |
| 2010 | opgave           | 134e                | 106e             |
| 2011 | opgave           | 109e                |                  |
| 2012 |                  | 86e                 |                  |
| 2013 | 96e              |                     |                  |
| 2014 | 114e             |                     |                  |

| Jaar | Milaan-San Remo | Gent-Wevelgem | Ronde van Vlaanderen | Parijs-Roubaix | Ronde van Lombardije | Parijs-Tours | Parijs-Brussel | Eschborn-Frankfurt |  | WK op de weg |  | Wereldranglijsten |
| ---- | --------------- | ------------- | -------------------- | -------------- | -------------------- | ------------ | -------------- | ------------------ |  | ------------ |  | ----------------- |
| 1998 |                 | 37e           |                      |                |                      |              |                | 20e                |  |              |  |                   |
| 1999 |                 | 93e           |                      |                |                      |              |                |                    |  |              |  |                   |
| 2000 |                 |               | 59e                  | 46e            |                      |              |                |                    |  |              |  |                   |
| 2001 |                 | 38e           |                      |                |                      | 68e          |                |                    |  |              |  |                   |
| 2002 |                 | 20e           | 61e                  |                |                      | 94e          | 4e             |                    |  | 20e          |  |                   |
| 2003 |                 | 14e           |                      |                |                      |              |                |                    |  |              |  |                   |
| 2004 | 32e             |               | 24e                  |                |                      | ↑            |                | Zilver             |  | 14e          |  |                   |
| 2005 | ↑               |               |                      |                |                      |              |                |                    |  |              |  |                   |
| 2006 |                 |               |                      |                |                      |              |                | Brons              |  |              |  |                   |
| 2008 | 68e             |               |                      |                | 56e                  |              | 24e            |                    |  |              |  |                   |
| 2009 |                 |               |                      |                |                      |              | 11e            | 18e                |  |              |  |                   |
| 2010 | 124e            |               | 9e                   | 40e            |                      | 14e          |                |                    |  | 82e          |  | 116e (UWK)        |
| 2011 | 56e             | 105e          | 16e                  | 98e            |                      |              |                | 10e                |  | 75e          |  |                   |
| 2012 | 58e             | 75e           | 34e                  | 64e            |                      |              |                |                    |  |              |  |                   |
| 2013 | 56e             | 30e           |                      |                |                      |              |                | 25e                |  |              |  |                   |
| 2014 |                 |               |                      |                |                      |              |                |                    |  |              |  |                   |